# Demi nu féminin avec chapeau
Demi nu féminin avec chapeau ((de) Weiblicher Halbakt mit Hut) est une peinture expressionniste de Ernst Ludwig Kirchner réalisée en 1911.

## Description
Le modèle est Doris Große, surnommée Dodo, avec laquelle le peintre a vécu de 1909 à 1911, après avoir déménagé de Dresde à Berlin. Doris Große était modiste et portait des chapeaux extravagants.
On trouve certes dans ce tableau l'influence du fauvisme, dont les motifs sont souvent une femme avec un chapeau (comme chez Alexej von Jawlensky). 
Mais la ligne épurée du dessin et la couleur discrète évoquent aussi un art extra européen. À l'opposé de représentations comparables de la sensualité passive d'une femme qui s'exhibe (comme chez Henri Matisse : Nu bleu (souvenir de Biskra), la femme a ici une attitude consciente que l'on retrouve dans les peintures murales indiennes que Kirchner avait découvertes dans les grottes d'Ajanta.
Sur le verso de la toile figure le tableau inachevé de Fränzi in Wiesen (1910). Fränzi  est le surnom de Lina Franziska Fehrmann, muse et modèle favori des artistes du mouvement Die Brücke.
Le tableau a d'abord appartenu la collection Adolphe Baseler à Paris, puis le marchand d'art américain Sam Salz, qui résidait à Paris, l'a acquis. En 1924, le tableau a été acheté par l'avocat Josef Haubrich à Cologne. En 1946, il a fait l'objet d'une donation au Wallraf-Richartz-Museum (comme l'ensemble de la collection Haubrich).